# Партия новой силы
Партия новой силы (тайск. พรรคพลังใหม่) — политическая партия Таиланда. «Партия новой силы» была основана в 1974 году после успешного демократического восстания в октябре 1973 года. Партия новой силы была одной из наиболее успешных левых партий в относительно прогрессивной и демократической фазе развития страны с 1974 по 1976 год. Партию основал профессор медицины доктор Красае Чанавонсе. 26 марта 1988 года Партия новой силы была распущена.

## История
«Партия новой силы» была основана в 1974 году. Прогрессивная, либеральная и реформистская в своей позиции, она считалась более умеренной, чем Социалистическая партия Таиланда. На всеобщих выборах в 1975 году, первых свободных выборах после длительной военной диктатуры, партия набрала 6,0 % голосов из 12 269 мест в Палате представителей. Новые левые партии, вместе со старой либеральной Демократической партией вошли в парламентскую оппозицию. В преддверии выборов 1976 года «Партию новой силы» преследовали её правые противники. Офис партии был атакован, часть кандидатов была убита правыми при поддержке военизированных членов «Красных гауров» (таиландской антикоммунистической ультраправой организации). В 1974—1976 годах «Красные гауры» неоднократно нападали на членов компартии, левых активистов, студентов, профсоюзных функционеров и расправлялись с ними.
Правые оппоненты обвиняли «Партию новой силы» в том, что она якобы присоединилась к коммунистам во Вьетнаме и Лаосе, а также, имея лидеров вьетнамского происхождения, получила около 152 миллиона батов от советского КГБ. Партия могла фиксировать свою долю голосов избирателей на уровне 6,8 %, но на выборах только три ее кандидата были успешными в своих избирательных округах. После того, как 6 октября 1976 года демократическое движение в стране было разгромлено в результате учинённой ультраправыми бойни в университете Таммасат, Партия новой силы постепенно уменьшилась до крошечной группки. Она уже не участвовала в последующих парламентских выборах.
Партия была основана и возглавлялась профессором медицины доктором Красае Чанавонсе, получившим в 1973 году премию Рамона Магсайсая за руководство медицинским сообществом. В 1988 году Красае стал членом Партии Паланг Дхармы, а в 1995 году получил должность министра иностранных дел. Генеральным секретарем партии в свое время был Прамот Нахонтап, профессор политологии, который впоследствии стал активистом правомонархистского Народного альянса за демократию («Желтые рубашки»).
Не принимая участие в выборах, Партия новой силы была распущена в 26 марта 1988 года.